# Atletica leggera alla XXX Universiade - Lancio del giavellotto maschile
La specialità del lancio del giavellotto maschile all'Universiade di Napoli 2019 si è svolta tra il 9 ed l'11 luglio 2019.

## Podio
| Oro     | Andrian Mardare Moldavia   |
| Argento | Edis Matusevičius Lituania |
| Bronzo  | Ma Qun Cina                |

## Risultati

### Qualificazioni
Si qualificano alla finale gli atleti che lanciano 78,00 m Q o le dodici migliori misure q.
| Posizione | Gruppo | Atleta                  | Nazione       | #1    | #2    | #3    | Risultato | Note |
| --------- | ------ | ----------------------- | ------------- | ----- | ----- | ----- | --------- | ---- |
| 1         | A      | Edis Matusevičius       | Lituania      | 84.93 |       |       | 84.93     | Q,   |
| 2         | B      | Ma Qun                  | Cina          | 78.77 |       |       | 78.77     | Q    |
| 3         | A      | Norbert Rivasz-Tóth     | Ungheria      | 77.48 | 73.75 | 75.02 | 77.48     | q    |
| 4         | B      | Teo Takala              | Finlandia     | x     | 75.93 | –     | 75.93     | q    |
| 5         | A      | Francisco Muse          | Cile          | 75.36 | 70.98 | x     | 75.36     | q,   |
| 6         | B      | Johannes Grobler        | Sudafrica     | 75.26 | x     | –     | 75.26     | q    |
| 7         | B      | Andrian Mardare         | Moldavia      | x     | x     | 75.08 | 75.08     | q    |
| 8         | B      | Vladislav Palyunin      | Uzbekistan    | 72.61 | 73.66 | 73.86 | 73.86     | q    |
| 9         | B      | Gen Naganuma            | Giappone      | 73.66 | 64.15 | x     | 73.66     | q    |
| 10        | A      | Maged Albadry           | Egitto        | 70.07 | 70.11 | 73.65 | 73.65     | q,   |
| 11        | A      | Roberto Orlando         | Italia        | 70.14 | 68.16 | 72.14 | 72.14     | q    |
| 12        | A      | Liam O'Brien            | Australia     | 71.61 | 63.14 | 68.57 | 71.61     | q    |
| 13        | A      | Tatsuya Sakamoto        | Giappone      | 70.63 | x     | 71.27 | 71.27     |      |
| 14        | A      | Rafał Gierek            | Polonia       | 71.06 | 70.15 | 68.04 | 71.06     |      |
| 15        | B      | Abhishek Drall          | India         | 69.97 | 70.19 | 70.96 | 70.96     |      |
| 16        | A      | Taneli Juutinen         | Finlandia     | 69.00 | 67.78 | 70.13 | 70.13     |      |
| 17        | B      | Maximilian Slezak       | Slovacchia    | 65.87 | x     | 69.55 | 69.55     |      |
| 18        | B      | Paraskevas Batzavalis   | Cipro         | 66.92 | 62.80 | –     | 66.92     |      |
| 19        | A      | Kim Woo-jung            | Corea del Sud | 65.83 | x     | 66.63 | 66.63     |      |
| 20        | B      | Rauno Liitmae           | Estonia       | x     | 52.51 | 60.27 | 60.27     |      |
| 21        | A      | Chethaka Wijegunasinghe | Sri Lanka     | 52.47 | 54.47 | 51.77 | 54.47     |      |
|           | B      | Abd Hafiz               | Indonesia     | x     | x     | x     | NM        |      |

### Finale
| Posizione | Atleta              | Nazione    | #1    | #2    | #3    | #4    | #5    | #6    | Risultato | Note                                     |
| --------- | ------------------- | ---------- | ----- | ----- | ----- | ----- | ----- | ----- | --------- | ---------------------------------------- |
|           | Andrian Mardare     | Moldavia   | 79.88 | 82.40 | 80.00 | x     | 80.00 | 79.10 | 82.40     |                                          |
|           | Edis Matusevičius   | Lituania   | 75.16 | 75.18 | 78.30 | 77.60 | 77.12 | 80.07 | 80.07     |                                          |
|           | Ma Qun              | Cina       | 79.48 | x     | 79.62 | 77.01 | 74.27 | x     | 79.62     |                                          |
| 4         | Teo Takala          | Finlandia  | 74.81 | 77.79 | 68.65 | x     | x     | x     | 77.79     |                                          |
| 5         | Norbert Rivasz-Tóth | Ungheria   | 72.89 | 76.14 | x     | 74.90 | 77.11 | 77.71 | 77.71     |                                          |
| 6         | Johannes Grobler    | Sudafrica  | 74.87 | x     | 73.61 | 73.92 | 75.69 | 74.17 | 75.69     |                                          |
| 7         | Gen Naganuma        | Giappone   | 68.62 | 75.37 | 68.69 | x     | –     | x     | 75.37     |                                          |
| 8         | Liam O'Brien        | Australia  | 73.27 | 75.04 | 74.50 | 73.92 | 73.79 | 70.21 | 75.04     |                                          |
| 9         | Roberto Orlando     | Italia     | 71.07 | 74.76 | 70.97 |       |       |       | 74.76     | Miglior prestazione personale            |
| 10        | Francisco Muse      | Cile       | 74.00 | 70.97 | 74.11 |       |       |       | 74.11     |                                          |
| 11        | Vladislav Palyunin  | Uzbekistan | 69.68 | x     | 70.67 |       |       |       | 70.67     |                                          |
| 12        | Maged Albadry       | Egitto     | 67.42 | 66.17 | 67.66 |       |       |       | 67.66     | Miglior prestazione personale stagionale |